# 阿旺镇
阿旺镇，是中华人民共和国云南省昆明市东川区下辖的一个镇。

## 行政区划
阿旺镇下辖以下地区：
向阳社区、阿旺村、长岭子村、关中村、木多村、石门村、发罗村、双龙村、安乐村、鲁纳村、拖落村、海科村、新碧嘎村、大石头村、小营村、芋头塘村和岩头村。